# 27961 Kostelecký
27961 Kostelecký è un asteroide della fascia principale. Scoperto nel 1997, presenta un'orbita caratterizzata da un semiasse maggiore pari a 2,5483293 au e da un'eccentricità di 0,1659532, inclinata di 2,31360° rispetto all'eclittica.